# Albert Friedrich Schwartz
Albert Friedrich Schwartz (ur. 11 maja 1905 w Schwarzenau, zm. 5 lipca 1984 w Ahrensbök) – zbrodniarz nazistowski, członek załogi niemieckich obozów koncentracyjnych Stutthof i Buchenwald oraz SS-Hauptsturmführer.
Członek NSDAP i SA od 1930, a SS od 1931. Kierował obozową administracją w Stutthofie od 1 kwietnia 1940 do 1941, a następnie sprawował funkcję adiutanta komendanta obozu. Od października 1942 do 11 kwietnia 1945 był Arbeitseinsatzführerem w Buchenwaldzie. Dokonywał między innymi przydziału więźniów do okolicznych podobozów. W bezwzględny sposób eksploatował ich niewolniczą pracę i nie robił nic by poprawić okropne warunki, w których była ona wykonywana.
Po zakończeniu wojny zasiadł na ławie oskarżonych w procesie załogi Buchenwaldu (US vs. Josias Prince Zu Waldeck i inni) przed amerykańskim Trybunałem Wojskowym w Dachau i skazany został na karę śmierci przez powieszenie. Wyrok zamieniono w akcie łaski na dożywocie. Z więzienia zwolniono go 14 maja 1954. Schwartz pracował następnie w przemyśle w Republice Federalnej Niemiec.